# فرودگاه شهری لیبرتی
فرودگاه شهری لیبرتی (به انگلیسی: Liberty Municipal Airport) یک فرودگاه همگانی بهره‌برداری هوایی است که یک باند فرود آسفالت دارد و طول باند آن ۱۱۵۹ متر است. این فرودگاه در شهر لیبرتی، تگزاس کشور ایالات متحده آمریکا قرار دارد و در ارتفاع ۲۱ متری از سطح دریا واقع شده است.